# Czachówek
Czachówek [pronunciación en polaco: /t͡ʂUnˈxuvɛk/] es un pueblo ubicado en el distrito administrativo de Gmina Góra Kalwaria, dentro del Condado de Piaseczno, Voivodato de Mazovia, en el este de Polonia central. Se encuentra aproximadamente a 10 kilómetros al oeste de Góra Kalwaria, a 12 kilómetros  al sur de Piaseczno, y a 29 kilómetros al sur de Varsovia.